# همت (داراب)
همت، روستایی در دهستان رستاق بخش رستاق شهرستان داراب در استان فارس ایران است.

## جمعیت
بر پایه سرشماری عمومی نفوس و مسکن در سال ۱۳۹۵، جمعیت این روستا برابر با ۵۹ نفر (۱۸ خانوار) بوده است.